# Брезє-при-Тржичу
Брезє-при-Тржичу (словен. Brezje pri Tržiču) — поселення в общині Тржич, Горенський регіон, Словенія. Висота над рівнем моря: 692,5 м.